# La mujer de Judas
 (срп. Јудина жена) мексичка је теленовела, продукцијске куће ТВ Астека, снимана 2012.

## Синопсис
Наталија Леал проучава мексичке легенде и жели истражити причу о „Јудиној жени“. Осећа необјашњиву повезаност са Алтаграсијом дел Торо, која је пре двадесет и три године оптужена за убиство свештеника. Наталијина мајка, која зна шта се крије иза мрачне саге о свештениковој смрти, покушава одговорити кћер од те идеје. Ипак, девојка путује у село где се десило убиство и тамо открива истину о свом пореклу - она је Алтаграсијина ћерка. Исто тако, у малом месту проналази и љубав свог живота Салмонона Салватијеру, који је и смрти непријатељ њене мајке. Он је сада власник велике пиваре коју је Наталијин деда Хуан продао његовом оцу. Међутим на читању тестамента покојног Хуана, сви остају у чуду када чују да је Наталија власница фирме. Ни њој ни Алтаграсији није јасно зашто је стари дел Торо оставио фирму коју ју продао. Упркос безграничној љубави коју осећају једно према другом, Наталија и Саломон бориће се за пивару и богатство породице дел Торо. Али везује их још нешто - тежња за откривањем идентитета жене која у венчаници убија становнике села и чији је крвави поход почео одмах након Алтаграсијиног изласка из затвора. 
Међутим, наследство није једино што ће стати на путу њиховој срећи. Ту је и бескрупулозна Ема Балмори, која чини све да раздвоји млади пар. Када Саломон открије да она има љубавника, раскида са њом и жени се Наталијом. И баш када су сви мислили да је дошло време за срећу, Наталија сазнаје да су документа која доказују да је Саломон власник пиваре фалсификована. Разочарана тражи развод и фирму. Село потреса вест о стравичном убиству Емине мајке. Историја се поновља - Наталија је неправедно оптужена за убиство, баш као и Алтаграсија пре две деценије. Девојка је прозвана новом „Јудином женом“… Саломон слепо верује у невиност своје вољене и учиниће све да је ослободи, истовремено трагајући за идентитетом жене која свирепо убија, сакривајући се иза крвавог вела.

## Ликови
- Наталија Леал (Андреа Марти) - Наталија је лепа и храбра девојка, која воли ризик и авантуру. Упушта се у потрагу о легенди о „Јудиној жени“, у којој ће открити тајну свог порекла, али и пронаћи љубав. Када се испостави да је она једина наследница богатства дел Торових, постаје непријатељ Саломона Салватијере, човека кога неизмерно воли.
- Саломон Салватијера (Виктор Гонзалес) - Саломон је згодни предузетник, који је својим радом успео да спасе пивару дел Торо од банкрота. У вези је са лепом Емом Балмори, али живот му се мења из корена када се у село врати Алтаграсија, тражећи оно што јој припада. Такође ће га уздрмнути долазак Наталије Леал, у коју се безнадежно заљубљује.
- Алтаграсија дел Торо (Анет Мичел) - Иако је пола живота провела у затвору, Алтаграсија је још увек сензуална и лепа. Позната као „Јудина жена“ долази у село, спремна да поврати све што су јој одузели. Неће порезати ни од чега да се освети свима који су сумњали у њену невиност, а први на удару биће Саломон Салватијера, који има нешто што јој припада - очеву фирму.
- Ема Балмори (Ђералдин Базан) - Она је девојка која има све: изузетну лепоту, интелигенцију и Саломона Салватијеру, момка на којем јој завиде све девојке из села. Ипак вара га са безскрупулозним Алиријом. Њен идеални свет на корак је до уништења када се игром судбине појави Наталија.
- Хоакина Хуака Леал (Марта Маријана Кастро) - Иако вози камион, Хуака је веома лепа и женствена. Али њена највећа врлина заправо је безусловна љубав према Наталији. Када девојка одлучи отићи у село и сазнати нешто више о „Јудиној жени“, Хуака ће морати да се суочи са болним истинама и да поново проживи прошлост, коју је хтела заборавити.
- Маркос Рохас (Хавијер Гомез) - Новинар који је изградио своју каријеру на случају "Јудине жене". Када се убиство десило, заборавио је на објективност и прогласио Алтаграсију кривом за смрт оца Себастијана, чак и пре донесене пресуде. Више од две десеније касније, враћа се у село, јер је чуо да је „Јудина жена“ изашла из затвора, спреман на све како би јој загорчао живот.
- Бернис дел Торо (Марта Вердуско) - Удовица Хуана Висентеа, која крије ужасну тајну која ју је довела до лудила. На души носи болан терет, а савест јој не да мира јер је дозволила да јој кћерку не праведно осуде. Добра је и пристојна, зна ко се крије иза маске „Јудине жене“, али из страха не може никоме да каже.

## Улоге
| Глумац:               | Улога:                        |
| --------------------- | ----------------------------- |
| Андреа Марти          | Наталија Леал дел Торо        |
| Виктор Гонзалес       | Саломон Салватијера           |
| Анет Мичел            | Алтаграсија дел Торо          |
| Ђералдин Базан        | Ема Балмори                   |
| Марта Маријана Кастро | Хоакина Хуака Леал            |
| Бети Монро            | Галилеа Баутиста              |
| Ниурика Маркос        | Рикарда Араухо                |
| Сесилија Пињерио      | Нарда Брисењо                 |
| Клаудија Марин        | Рефухио Чачита Бељо де Агуеро |
| Данијел Елбитар       | Алирио Агуеро дел Торо        |
| Хавијер Гомез         | Маркос Рохас                  |
| Емануел Перез         | Дамијан Родригез              |
| Едсел Данијел Силва   | Николас Балмори               |
| Серхио Клеинер        | Буенавентура Брисењо          |
| Алваро Гуеро          | Касимиро                      |
| Маурисио Аспе         | Ернесто                       |
| Елвира Монсел         | Урсула                        |
| Мигел Санчез          | отац Себастијан               |
| Марта Вердуско        | Бернис дел Торо               |
| Педро Мира            | Хулијан Морера                |
| Виктор Сивијера       | командант Ромеро              |